# Dévény István
Dévény István Hugó (eredeti neve: Zauner István Hugó) (Budafok, 1890. július 25. – Szeged, 1978. szeptember 23.) magyar vízépítő mérnök.

## Életpályája
1913-ban diplomázott a budapesti műegyetemen. Ezután a Temesvári Kultúrmérnöki Hivatalnál helyezkedett el. 1914–1918 között katonaként vett részt az I. világháborúban. 1919-től a Szegedi, 1924-től pedig a Sátoraljaújhelyi Folyammérnöki Hivatal mérnöke volt. 1928-tól a Felsőtorontáli Árvízmentesítő és Belvízrendező Társ. mérnökeként dolgozott. 1929-től a Földművelésügyi Minisztérium Vízügyi Főosztályának munkatársa volt. 1934–1944 között a Nyíregyházi Folyammérnöki Hivatal vezetőjeként tevékenykedett. 1945–1959 között a Szegedi Folyammérnöki Hivatal, majd az Alsótiszavidéki Vízügyi Igazgatóság mérnöke volt. 1952-től a Magyar Hidrológiai Társaság szegedi területi szervezetének alapító elnöke, 1965-től tiszteletbeli tagja volt. 1959-ben nyugdíjba vonult.
Nagyon fontosak a Felső-Tiszára, a szegedi Tisza-szakaszra, valamint a Szamos és a Maros hazai szakaszának szabályozására készített tervei. Foglalkozott a borsodi nyílt ártér árvízmentesítési és belvízrendezési munkálataival, valamint a víztisztítással, a hévízek hasznosításával és a szikes vizek kutatásával is. 

## Magánélete
Szülei Zauner Mátyás borkereskedő és Dévény Ilona voltak. 1927-ben Sátoraljaújhelyen házasságot kötött Liszy Jolánnal.

## Díjai
- Schafarzik Ferenc-emlékérem (1958)
- MTESZ-díj (1974)

## Emlékezete
1990-ben Szegeden, a Szövetség utcában emléktáblát avattak tiszteletére.